# قائمة أعضاء مجلس قيادة الثورة بقيادة أحمد حسن البكر
فيما يلي قائمة بأعضاء مجلس قيادة الثورة بقيادة أحمد حسن البكر. تم ترتيب الجداول حسب أسبقية النظام العراقي البعثي.

## الأعضاء

### 1968-1969
| العضو          | المنصب                      | من            | إلى         |
| -------------- | --------------------------- | ------------- | ----------- |
| أحمد حسن البكر | رئيس مجلس قيادة الثورة      | 17 يوليو 1968 | نوفمبر 1969 |
| صالح مهدي عماش | نائب رئيس مجلس قيادة الثورة | يوليو 1968    | نوفمبر 1969 |
| حردان التكريتي | عضو                         | يوليو 1968    | نوفمبر 1969 |
| سعدون غيدان    | عضو                         | يوليو 1968    | نوفمبر 1969 |
| حماد شهاب      | عضو                         | يوليو 1968    | نوفمبر 1969 |